# Atrichopogon megalotheca
Atrichopogon megalotheca är en tvåvingeart som beskrevs av Remm 1971. Atrichopogon megalotheca ingår i släktet Atrichopogon och familjen svidknott. Inga underarter finns listade i Catalogue of Life.